# Les amours perdus
|  | Denne artikel er oprettet af botten PalnaBot ud fra en ekstern database. Den kan derfor have sproglige fejl eller mangler. Denne skabelon kan fjernes efter kontrol af indholdet. |

Les amours perdus er en kortfilm instrueret af Caroline Sascha Cogez efter eget manuskript.

## Handling
Vidste du at mennesker, som lever i et parforhold, er lykkeligere end andre? Det er videnskabeligt bevist. Spørgsmålet er bare, om det er ens partner, der gør en lykkelig, eller om det kun er lykkelige mennesker, der finder en partner?- Daniel, kapitel III.